# Betsy
Betsy ist ein weiblicher Vorname.

## Herkunft und Bedeutung
Betsy ist eine (vor allem englische) Kurzform für Elisabeth.

## Namensträgerinnen
- Betsy Ancker-Johnson (1927–2020), US-amerikanische Physikerin
- Betsy Baker (* 1955), US-amerikanische Schauspielerin und Sängerin
- Betsy Balcombe (1802–1871), englische Vertraute von Napoleon Bonaparte in seinem Exil
- Betsy Beard (* 1961), US-amerikanische Ruderin
- Betsy Beutler (* 1988), US-amerikanische Filmschauspielerin
- Betsy Blair (1923–2009), US-amerikanische Schauspielerin
- Betsy Brandt (* 1973), US-amerikanische Schauspielerin
- Betsy Brantley (* 1955), US-amerikanische Schauspielerin
- Betsy Chasse, US-amerikanische Filmproduzentin, Regisseurin und Drehbuchautorin
- Betsy Clifford (* 1953), kanadische Skirennläuferin
- Betsy DeVos (* 1958), US-amerikanische Politikerin, Unternehmerin, Philanthropin und Bildungsaktivistin
- Betsy Drake (1923–2015), US-amerikanische Schauspielerin und Autorin
- Betsy Graves Reyneau (1888–1964), US-amerikanische Malerin und Suffragette
- Betsy Gude (1887–1979), norwegische Malerin und Illustratorin
- Betsy Haines (* 1960), US-amerikanische Skilangläuferin
- Betsy Hassett (* 1990), neuseeländische Fußballspielerin
- Betsy Hodges (* 1969), US-amerikanische Politikerin, Bürgermeisterin von Minneapolis (2014–2018)
- Betsy Jolas (* 1926), französische Komponistin
- Betsy Markey (* 1956), US-amerikanische Politikerin
- Betsy Mawdsley (* 1988), kanadische Biathletin
- Betsy McCaughey (* 1948), US-amerikanische Politikerin
- Betsy McKinley (* 1995), US-amerikanische Schauspielerin und Model
- Betsy Meyer (1831–1912), Schweizer Schriftstellerin
- Betsy Mitchell (* 1966), US-amerikanische Schwimmerin
- Betsy Nagelsen (* 1956), US-amerikanische Tennisspielerin
- Betsy Palmer (1926–2015), US-amerikanische Schauspielerin
- Betsy Pecanins (1954–2016), mexikanische Sängerin US-amerikanischer Herkunft
- Betsy Price (* 1949), US-amerikanische Politikerin, Bürgermeisterin von Fort Worth
- Betsy Repelius (1848–1921), niederländische Genremalerin
- Betsy Ross (1752–1836), nähte angeblich die erste Flagge der Vereinigten Staaten
- Betsy Rue (* 1979), US-amerikanische Schauspielerin
- Betsy Russell (* 1963), US-amerikanische Schauspielerin
- Betsy Saina (* 1988), kenianische Langstreckenläuferin
- Betsy Schirmer (1890–1968), norwegische Bildhauerin
- Betsy Snite (1938–1984), US-amerikanische Skirennläuferin
- Betsy Westendorp-Osieck (1880–1968), niederländische Malerin
- Betsy Youngman (* 1959), US-amerikanische Skilangläuferin